# Mã Khả
Mã Khả (Trung văn giản thể: 马可; Trung văn phồn thể: 馬可; Bính âm: Ma Ke), sinh ngày 9 tháng 2 năm 1990, là một diễn viên nổi tiếng người Trung Quốc. Anh tốt nghiệp khóa 08 hệ chính quy khoa biểu diễn tại "Học viện Hí Kịch Trung ương". Năm 2001 với thân phận ngôi sao nhỏ tuổi đã tham gia diễn xuất bộ phim lịch sử "Tôn Trung Sơn"(孙中山). Cũng là bộ tác phẩm đầu tiên của anh ấy. Năm 2003, anh biểu diễn tác phẩm võ hiệp cùng tên "Kim Kiếm Điêu Linh"(金剑雕翎) của Ngọa Long Sinh. Năm 2006, diễn viên chính phim "Người Đàn Bà Không Khóc"(女人不哭) xoay quanh về tình yêu. Năm 2007, tham gia biểu diễn bộ phim "Nhật Ký Nam Sinh"(男生日记), được cải biên từ tiểu thuyết cùng tên của Dương Hồng Anh. Năm 2011, diễn xuất võ hiệp phục cổ cùng tả thực "Tung Tích Giặc Oa"(倭寇的踪迹). Năm 2012, diễn xuất bộ phim điện ảnh "Mộng Trung Quốc Đông Phương"(东方中国梦). Năm 2014, anh hợp tác cùng Hoắc Kiến Hoa, Triệu Lệ Dĩnh diễn xuất bộ phim cổ trang võ hiệp "Hoa Thiên Cốt"(花千骨), và cũng chính bộ phim này đã đưa tên tuổi của anh đến gần hơn với công chúng.

## Phim đã tham gia

### Phim truyền hình
| Năm  | Tựa đề                                                 | Tựa đề gốc               | Vai diễn               |
| ---- | ------------------------------------------------------ | ------------------------ | ---------------------- |
| 2000 | Tổ 6 Trọng Án                                          | 重案六组                 | khách mời              |
| 2000 | Hoàng Đế Triều Đại Cuối Cùng                           | 末代皇帝                 | Phổ Nghi               |
| 2001 | Hộ Quốc Danh Tương Địch Nhân Kiệt Chi Kinh Đô Nghi Vân | 护国名相狄仁杰之京都疑云 | khách mời              |
| 2001 | Kim Kiếm Điêu Linh                                     | 金箭雕翎                 | Tiểu Liễu Kim Linh     |
| 2001 | Tình Sử Đại Đường                                      | 大唐情史                 | Lý Trị                 |
| 2001 | Ái Tình Bảo Điển                                       | 爱情宝典-风筝误          | Hàn Thế Huân           |
| 2001 | Vĩnh Viễn đàn vi- ô- lông                              | 永远小提琴               | Cố Tân                 |
| 2001 | Tôn Trung Sơn                                          | 孙中山                   | tiểu hoàng đế Phổ Nghi |
| 2002 | Thời Đại Anh Hùng                                      | 英雄时代                 | tiểu Phương Tử Kiện    |
| 2002 | Nữ Nhân Không Lại Trầm Mặc                             | 女人不再沉默             | Hách Nghị              |
| 2002 | Hồ Sơ Bảo Hiểm Phi Thường                              | 非常保险档案             | tiểu Đảng Sinh         |
| 2002 | Bất Giác Lưu Thủy Niên Trường                          | 不觉流水年长             | Hàn Tấn Phong          |
| 2003 | Kế Hoạch Tuyệt Đối                                     | 绝对计划（天石传说）     | A Đinh                 |
| 2004 | Căn Phòng Trống                                        | 空房子                   | Ngô Tư Siêu            |
| 2004 | Muộn Phiền Tuổi 18                                     | 十八岁的烦恼             | Đông Vũ Nam            |
| 2005 | Nhà Có Con Gái                                         | 家有女儿                 | Nam Hài Cuồng Dã       |
| 2007 | Người Đàn Bà Không Khóc                                | 女人不哭                 | Hải Thiên              |
| 2010 | Nhật Ký Nam Sinh                                       | 男生日记                 | Ngô Diến               |
| 2011 | Sự nghiệp Tốt Đẹp                                      | 甜蜜的新事业             | Thượng Thiên Dật       |
| 2012 | Những Năm Tháng Của Cha                                | 拼爹年代                 | Tiết Thiên Nhất        |
| 2013 | Hoa Súng                                               | 枪花                     | Kì Văn                 |
| 2014 | Cung Toả Liên Thành                                    | 宫锁连城                 | Khách Mời              |
| 2014 | Anh Hùng Tế                                            | 英雄祭                   | Khách Mời              |
| 2015 | Hoa Quả Tổng Động Viên                                 | 水果总动员               | Apple                  |
| 2015 | Hoa Thiên Cốt (phần 1)                                 | 花千骨第一季             | Sát Thiên Mạch         |
| 2015 | Ba Ba, Phụ Thân, Cha                                   | 爸爸父亲爹               | thám tử Sách Dương     |
| 2015 | Hoa Tư Dẫn - Tuyệt Ái Chi Thành                        | 华胥引之绝爱之城         | Võ Hùng                |
| 2015 | Dẫn Độ Linh Hồn (Phần 2)                               | 灵魂摆渡第二季           | Lữ Triết               |
| 2015 | Xin Đừng Đến Gần                                       | 请勿靠近                 |                        |
| 2016 | Trùng Sinh Chi Danh Lưu Cự Tinh                        | 重生之名流巨星           | Vân Tu/Mục Tử Triệt    |
| 2016 | Anh Có Thích Nước Mỹ Không ?                           | 致我们终将逝去的青春     | Hứa Khai Dương         |
| 2016 | Ma Lạt Biến Hình Kế                                    |                          | Lương Đại Nguy         |
| 2017 | Ngọc Huệ Truyện                                        |                          | Ung Chính              |
| 2017 | Hành trình tìm kiếm kiếp trước                         | 寻找前世之旅             | Á Long                 |
| 2017 | Tư Mỹ Nhân                                             | 思美人                   | Khuất Nguyên           |

### Phim Điện ảnh
| 2016 | Ma lạt biến hình kế         |            | Lương Đại Nguy |
| ---- | --------------------------- | ---------- | -------------- |
| 2002 | Lão Tử Ái Thượng Miêu       | 老鼠爱上猫 | Thường Hỉ      |
| 2005 | Bảo Bối Bóng Rổ             | 篮球宝贝   | Diệp Phong     |
| 2008 | Tam Ban Ngũ Ban             | 三班五班   | Ngô Xa         |
| 2012 | Tung Tích Giặc Oa           | 倭寇的踪迹 | Cống Cương     |
| 2013 | Mộng Trung Quốc Đông Phương | 东方中国梦 | Lý Thụy        |
| 2019 | Trở Về Quá Khứ Để Ôm Em     |            |                |

## Giải thưởng
| Năm  | Tên |
| ---- | --- |
| 2012 | Giải thưởng tìm kiếm nghệ thuật lễ điện ảnh sinh viên Bắc Kinh khóa 19 phim "Tung Tích Giặc Oa"(倭寇的踪迹)             |
| 2014 | Giải thưởng " Diễn viên Triển Vọng Nhất " tại lễ trao giải Phong Thượng 21                                              |
| 2015 | Giải thưởng " Diễn viên Nhân Tài " tại lễ trao giải Sức ảnh hưởng Đông Phương- châu Á                                   |
| 2015 | Giải thưởng " Thần Tượng Xinh Đẹp " tại lễ trao giải COSMO 2015                                                         |
| 2015 | Giải thưởng " Nhân vật HOT Hàng Năm " tại lễ trao giải Tiên sinh hàng năm lần thứ 12 của Tiên sinh thời trang- Esquire. |
| 2015 | Thành tích: " Nghệ nhân đầu tiên chinh phục Băng Xuyên số 1 của Kỳ Liên Sơn".                                           |
| 2015 | Giải thưởng " Nam diễn viên mới được yêu thích nhất " tại Quốc Kịch Thịnh Điển 2015                                     |
| 2016 | Giải thưởng " Nam diễn viên mới được công chúng yêu thích " tại buổi lễ Kịch Truyền thống.                              |

## Tham khảo
1. 1 2 3 4 5 6  "马可星途潜力无限 未来机遇与挑战不断  ．搜狐娱乐[引用日期2014-07-26]".
2. 1 2  "Phim: Silent tears (Người đàn bà không khóc)". Bản gốc lưu trữ ngày 13 tháng 7 năm 2015. Truy cập ngày 12 tháng 7 năm 2015.
3. ↑  "马可领衔《男生日记》 青春阳光展中学生风采  ．腾讯网[引用日期2014-07-25]".
4. 1 2  "马可《倭寇的踪迹》获多项大奖 帅气亮相大影节".
5. 1 2  "《东方中国梦》全国热映 马可释放年轻正能量  ．搜狐娱乐[引用日期2014-07-25]".
6. ↑  "《花千骨》高温热拍 马可"湿身诱惑"引惊叹  ．搜狐娱乐[引用日期2014-07-25]".
7. ↑  "Phim tổ 6 trọng án".
8. ↑  "Phim Kim Kiếm Điêu Linh".
9. ↑  "Phim tình sử đại đường 2001".
10. ↑  "Phim Kế Hoạch tuyệt Đối".
11. ↑  "Phim Căn Phòng Trống".
12. ↑  "Phim Nhà Có Con Gái".
13. ↑  "Phim Người Đàn Bà Không Khóc".
14. ↑  "Phim Nhật Ký Nam Sinh".
15. ↑  "Phim Sự nghiệp Tốt Đẹp".
16. ↑  "Phim Những Năm Tháng Của Cha".
17. ↑  "马可《枪花》逆袭成天才 坐轮椅上演英雄救美".
18. ↑  "《花千骨》高温热拍 马可"湿身诱惑"引惊叹".
19. ↑  "《爸爸父亲爹》热拍 马可演侦探传递正能量".
20. ↑   https://vi.wikipedia.org/wiki/Khu%E1%BA%A5t_Nguy%C3%AAn. {{Chú thích web}}: |title= trống hay bị thiếu (trợ giúp)
21. ↑  "大影节颁奖-《倭寇的踪迹》获艺术探索奖  ．新浪娱乐[引用日期2014-07-26]".